# Star Aviation
Star Aviation  es una aerolínea privada de Argelia, con base en Hassi Messaoud. Opera vuelos locales e internacionales.

## Historia
Star Aviation es la operadora de RedMed Group (una compañía privada que proporciona un amplio espectro de logística y otros servicios a compañías en el sector del gas y el petróleo en el área Hassi Messaoud). Desde el comienzo de operaciones en 2001, no han sufrido ninguna clase de accidente.

## Flota
La flota de Star Aviation se compone de los siguientes aparatos: 
- 1 Pilatus PC-6
- 2 Boeing 737-900ER (pedidos)
- 3 De Havilland Canada DHC-6 Twin Otter
- 2 Beechcraft B1900
- 2 Citation XLS+
- 1 Citation CJ2+